# 46442 Кіттріттон
46442 Кіттріттон (46442 Keithtritton) — астероїд головного поясу, відкритий 12 червня 2002 року.
Тіссеранів параметр щодо Юпітера — 3,120.